# Мемориал умершим в годы Великой Отечественной войны (Тольятти)
Мемориал умершим в годы Великой Отечественной войны — памятник в Тольятти, посвященный умершим в годы Великой Отечественной войны.

## История

Первый памятник

Первоначально памятник был установлен в конце 1950-х годов на территории, примыкающей к бывшему кладбищу Ставрополя (прежнее название Тольятти), частью затопленному, часть срытому при создании Куйбышевского водохранилища.
Дата открытия в точно не установлена, сведения в источника разнятся: май 1958 года или 3 сентября 1959 года. Нет ясности и в отношении того, кому точно был посвящён монумент. Журналист и краевед Сергей Мельник утверждает, что слышал не менее пяти противоречивых версий на этот счёт. На сохранившихся фотографиях видны надписи на постаменте: «Воентехник 2 ранга Вишнякова Ирина Васильевна», «Авто-воен. инженер Петренко Валентин Алексеевич», «Автотехник Колосков Юрий Александрович», «Лейтенант Печатницкий…».
К 30-летию Победы, в 1975 году достаточно непритязательный с виду памятник решили реконструировать. Городская газета «За коммунизм» так писала об этом:

Проект реконструкции скромной стелы людям, умершим в ставропольском госпитале от ран, выполнен художником Виталием Корниловым в содружестве с главным художником города Арсеном Коржом… Уже теперь стал новый мемориал одним из самых красивых мест в Тольятти. Расположен он на священной земле. Именно здесь в 18-м году был похоронен первый председатель уисполкома 33-летний большевик Василий Баныкин… Десять ступеней ведут вверх на просторную площадку. На ней звездообразный памятник из темных мраморных плит. На огромном камне слова: «Воинов, павших в боях за отчизну, помним и чтим вечно»…— 
При оформлении нового памятника на него были перенесены фамилии, написанные на прежнем, но уже без указания каких-либо должностей. Было выбито тринадцать конкретных фамилий с инициалами: Александрова, Бохрах, Вишнякова, Гузий, Камалова, Колосков, Лавренюк, Петренко, Печатницкий, Сапожников, Середа, Сушко, Тараканова.
Вместе с установленной рядом в 1967 году стелой участнику становления Советской власти в городе, первому председателю горисполкома Ставрополя В. Баныкину памятник сформировал комплекс, фигурировавший в официальных документах как «Мемориальный комплекс: стела В. В. Баныкину; памятное место воинам, погибшим от ран в годы Великой Отечественной войны». Ежегодно на празднование Дня Победы ветераны возлагали к памятнику цветы, он стал непременным местом посещения для тольяттинских молодожёнов. При этом продолжали существовать различные версии о том, кому всё-таки посвящён памятник. Кто-то полагал, что это действительно имена умерших от ран в ставропольском госпитале, правда в городе во время войны госпиталя вовсе не было. Другие выдвигали иные версии. Так в альбоме «Памятники и ценные объекты архитектуры, градостроительства и гражданской истории г. Тольятти», выпущенном в 1995 году, памятник указан как посвященный «курсантам Института иностранных языков, размещавшегося в санатории „Лесное“».
В начале 2000-х сотрудники городской службы охраны памятников истории и культуры города попытались разобраться в во всех этих разногласиях и несоответствиях в различных источниках и восстановить биографии похороненных на мемориальном комплексе. Отдел ЗАГС Центрального района Тольятти на запрос по именам, указанным на мемориале, сообщил, что хотя все тринадцать перечисленных на памятнике лиц действительно скончались во время Великой Отечественной войны, но никто из них не умер от ранений, как предполагалось. Одиннадцать имен и вовсе принадлежат детям в возрасте до пяти лет. Оказалось, что «военный инженер» Валя Петренко умерла от диспепсии в возрасте трёх лет, «воентехник» Ира Вишнякова умерла от той же болезни, не дожив до двух лет, «автотехник» Юра Колосков скончался от бронхита в месячном возрасте. Также обнаружились ошибки в написании ряда фамилий, указанных на памятнике. Однако все они действительно скончались от различных причин во время Великой Отечественной войны.
В результате в 2001 году на стилизованном надгробии была заменена текстовая плита: фамилии были заменены на текст «Всем, кого унесла война 1941—1945», и памятник получил название «Мемориал умершим в годы Великой Отечественной войны».

## Описание
Памятник находится на берегу Куйбышевского водохранилища в микрорайоне Портовый города Тольятти. Мемориал выполнен из гранита и бетона.
Представляет собой памятный камень, установленный на стилобат. На камне закреплена доска с текстом: «1941-1945 гг. Воинов, павших в боях за Отчизну, помним и чтим вечно». Перед камнем находится стилизованное пирамидальное надгробье с текстовой плитой: «Всем, кого унесла война».